# Pietra serena

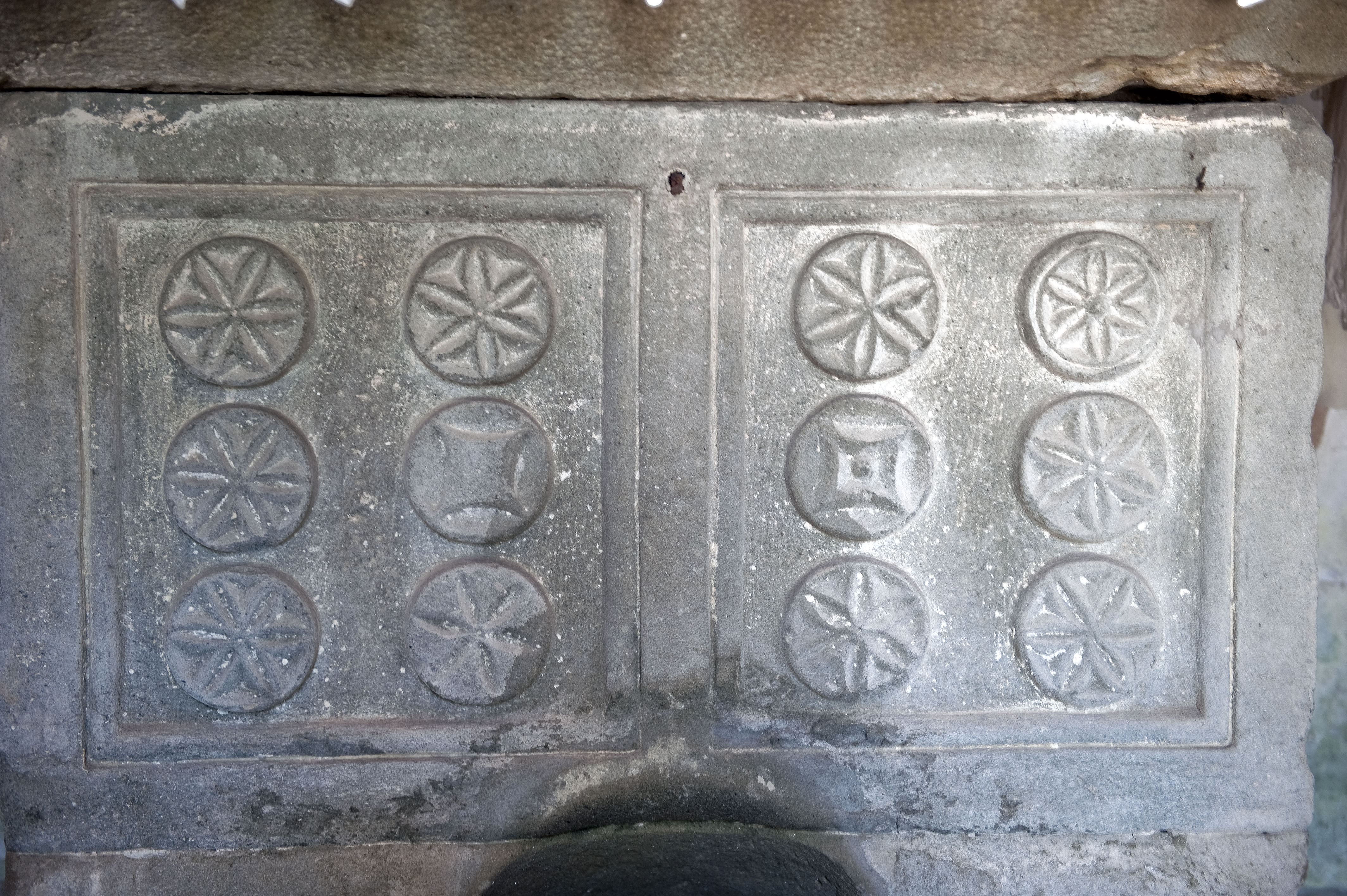
Autel en pietra serena du XIe siècle, Panzano in Chianti.

Pour les articles homonymes, voir Pietra.
Pietra serena est l'expression italienne qui désigne une roche de grès gris foncé, un micaschiste dont la dureté relative permet la réalisation de colonnes monolithiques et qui provient principalement des carrières de la commune de Firenzuola, dans la province de Florence, en Toscane.

## Origine
Autrefois, elle était aussi extraite des carrières — aujourd’hui fermées — de la commune de Fiesole. Son aspect présente des nuances de teinte de gris clair à gris bleuté. Son point faible est sa faible résistance aux agents atmosphériques extérieurs. Les premiers signes d’une dégradation se manifestent généralement par une exfoliation mais aussi par des fissures. Elle peut être travaillée de différentes manières : ciselée, polie, bouchardée, rayée, sablée.
Elle est typique des édifices florentins de la Renaissance et Brunelleschi est le premier architecte à l’avoir utilisée abondamment dans ses constructions en complément de la pietra forte. Elle est habituellement utilisée dans la sculpture et pour les éléments décoratifs architecturaux dans les colonnes, les corniches et les ogives.